# Abraham Ortelius

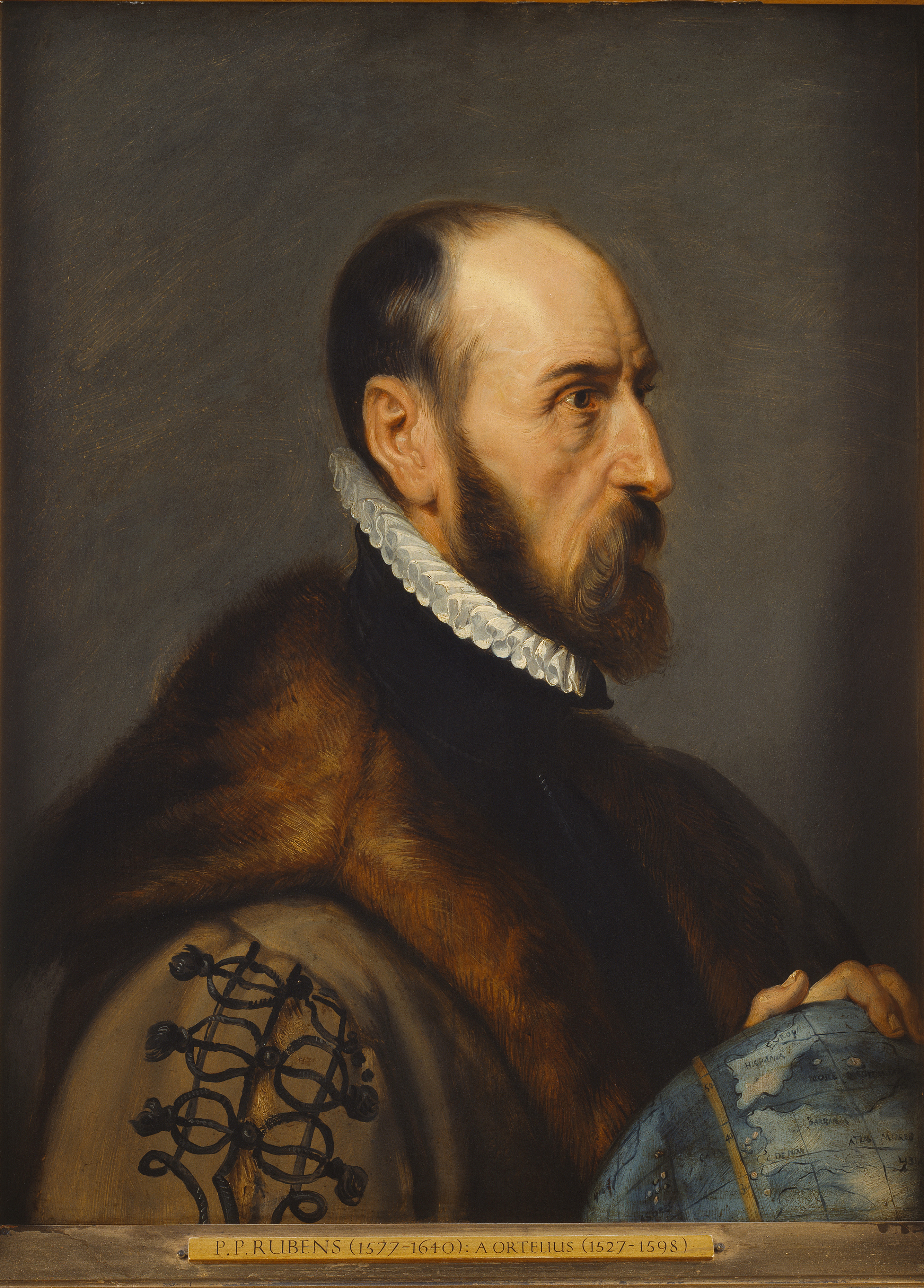
Portret van Abraham Ortelius door Rubens (1633) in het Plantin-Moretus museum

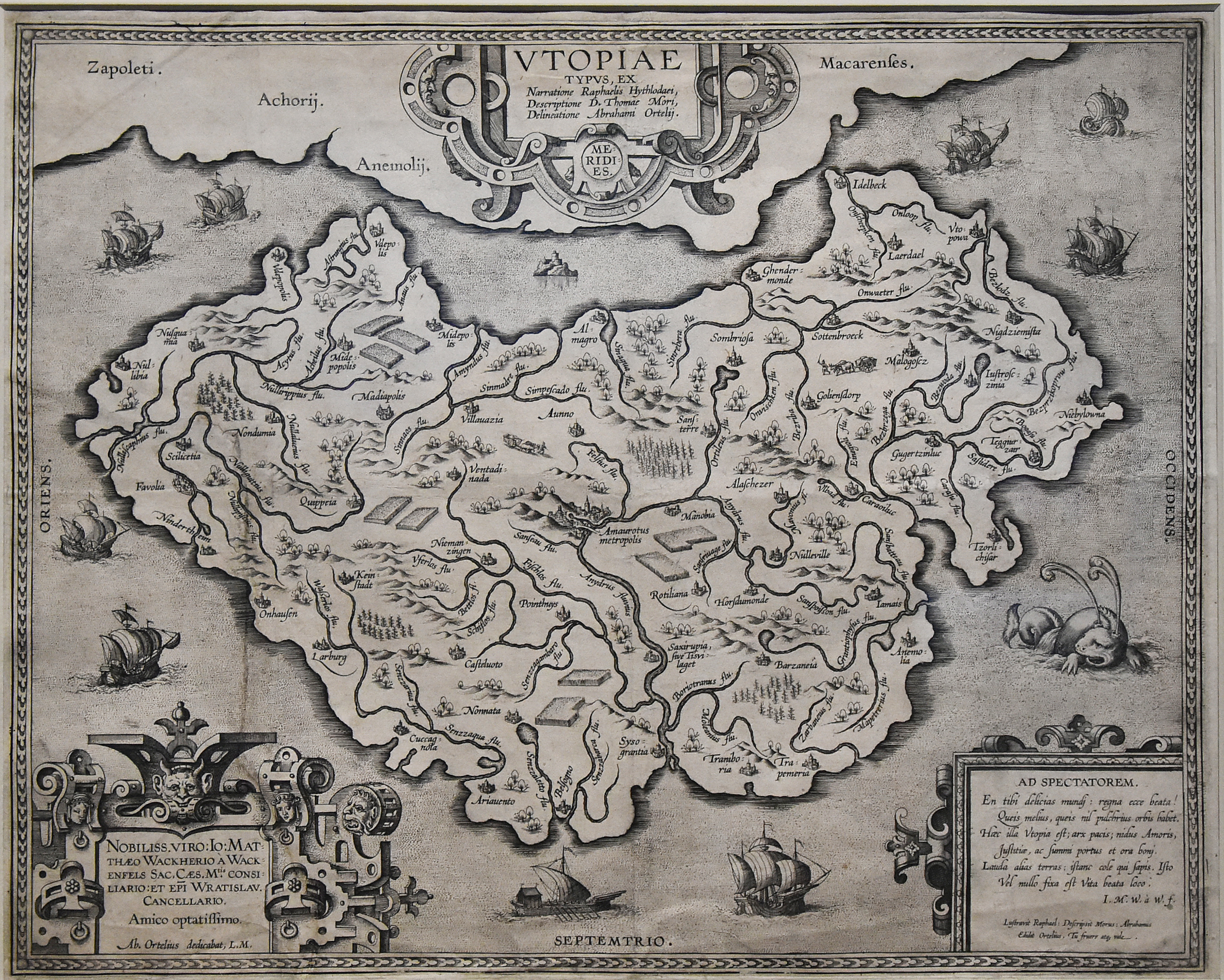
Kaart van Utopia (1595-1596) door Abraham Ortelius, geïnspireerd door Utopia van Thomas More - in het Plantin-Moretus museum via de Koning Boudewijnstichting

Abraham Ortelius (Nederlandse naam: Abraham Ortels of Abraham Hortels) (Antwerpen, 4 of 14 april 1527 – aldaar, 28 juni 1598) was een Brabantse cartograaf en geograaf.
Na Gerardus Mercator was hij de grootste geograaf van zijn tijd, en uitvinder van de moderne atlas. Zijn familie was afkomstig van de Duitse stad Augsburg. Ortelius leerde, aanvankelijk onder leiding van zijn oom Jakob Van Meteren, later door zelfstudie, Grieks, Latijn en wiskunde te Antwerpen. Hij begon zijn loopbaan als hulpje. In 1547, op 20-jarige leeftijd, trad hij toe tot de Antwerpse Sint-Lukasgilde als afsetter van karten, inkleurder van kaarten. Hij was werkzaam bij de drukkerij van Christoffel Plantijn. Hij was in 1596 de eerste die opmerkte dat de oostelijke kustlijnen van Amerika en de westelijke kustlijnen van Europa en Afrika zodanig overeenkomen dat deze van elkaar afgescheurd lijken te zijn, waarmee hij vooruitliep op de platentektoniek.

## Reizen
In 1554 zette Ortelius een handeltje op in boeken en antiquiteiten, en maakte daarvoor vele reizen door West-Europa, zoals onder meer jaarlijkse reizen naar de boeken- en prentenbeurs van Frankfurt. Zeker in het begin was het hoofddoel van deze reizen in hoofdzaak handel. Ortelius reisde door Italië (misschien meerdere keren tussen 1550 en 1558, maar zeker in 1578), Frankrijk (1559-1560), door de Zeventien Provinciën en Zuid- en West-Duitsland (1560, 1575 - 1576), en in Engeland en Ierland.
Ook is bekend dat hij in 1560 een reis in het gezelschap van Mercator maakte naar Trier, Lotharingen en Poitiers. Ortelius liet zich bijna zeker door Mercator bewegen tot een meer wetenschappelijke interesse. Mercator zou hem de suggestie hebben gedaan een wereldatlas samen te stellen. In de aanloop daarnaar publiceerde Ortelius in 1564 een achtbladige wereldkaart, die later in verkleind formaat ook in zijn wereldatlas zou opgenomen worden. Het enig overgebleven exemplaar van de afzonderlijke wereldkaart bevindt zich in de universiteitsbibliotheek van Bazel (Zwitserland). Daarop volgde in 1565 nog een kaart van Egypte en in 1567 van Azië.

## Theatrum Orbis Terrarum
In 1570, op 20 juni, publiceerde hij zijn meest invloedrijke werk, de wereldatlas Theatrum Orbis Terrarum. Het werk werd gedrukt door Gillis Coppens van Diest en gesponsord door de reder Gillis Hooftman. Deze atlas bevatte nagenoeg geen eigen kaarten, maar bundelde 53 kaarten van anderen met bronvermelding. Voorheen waren enkel bundelingen van ongelijksoortige kaarten uitgebracht, sommige op maat en bestelling. Ortelius liet alle kaarten voor deze atlas in dezelfde stijl en op dezelfde maat graveren op koperplaten, logisch geordend naar continent, streek en staat. Ortelius voorzag de kaarten bovendien van een beschrijvend commentaar en doorverwijzingen op de keerzijde. Zo werd voor het eerst alle West-Europese kennis van de wereld samengebracht in één boek. Vanaf 1579 werden de versies van de atlas gedrukt bij Plantijn. 

Het voornaamste werk van Ortelius bestond dus uit het bijeenzoeken van de beste kaarten, ze te verfijnen, te combineren tot één kaart of juist op te splitsen over meerdere, en ze op dezelfde maat te brengen (folia van ongeveer 35 x 50 cm). Hij ging echter niet zover ook de naamgeving en plaatscoördinaten gelijk te trekken.

## Continentale drift
In 1596 anticipeerde Ortelius op twee fundamentele elementen van de theorie van de continentverschuiving: hij merkte de overeenkomst op tussen de kustlijnen aan weerszijden van de Atlantische Oceaan en hij stelde zich een catastrofe voor die de continenten uiteen had doen bewegen. Dit zag hij als de beste manier om de historiciteit van Plato's verhaal over Atlantis aan te nemen. Volgens Ortelius was Atlantis (Amerika) dus niet verzonken zoals Plato in de Timaios schreef, maar afgescheurd van Europa en Afrika. Zijn vooruitziende observatie en hypothese werden echter niet opgepikt door latere wetenschappers. Wellicht is dit te wijten aan het feit dat hij ze begroef in een omvangrijk naslagwerk over toponiemen, nl. het lemma 'Gadiricus' in de derde editie van zijn Thesaurus geographicus (over het eiland Gadir (Cádiz), dat in de Kritias werd beschouwd als een oostelijk restant van Atlantis). Toen eeuwen later de theorie van de platentektoniek werd ontwikkeld, duurde het nog geruime tijd vóór Ortelius' bijdrage werd herkend.

## Kaarten

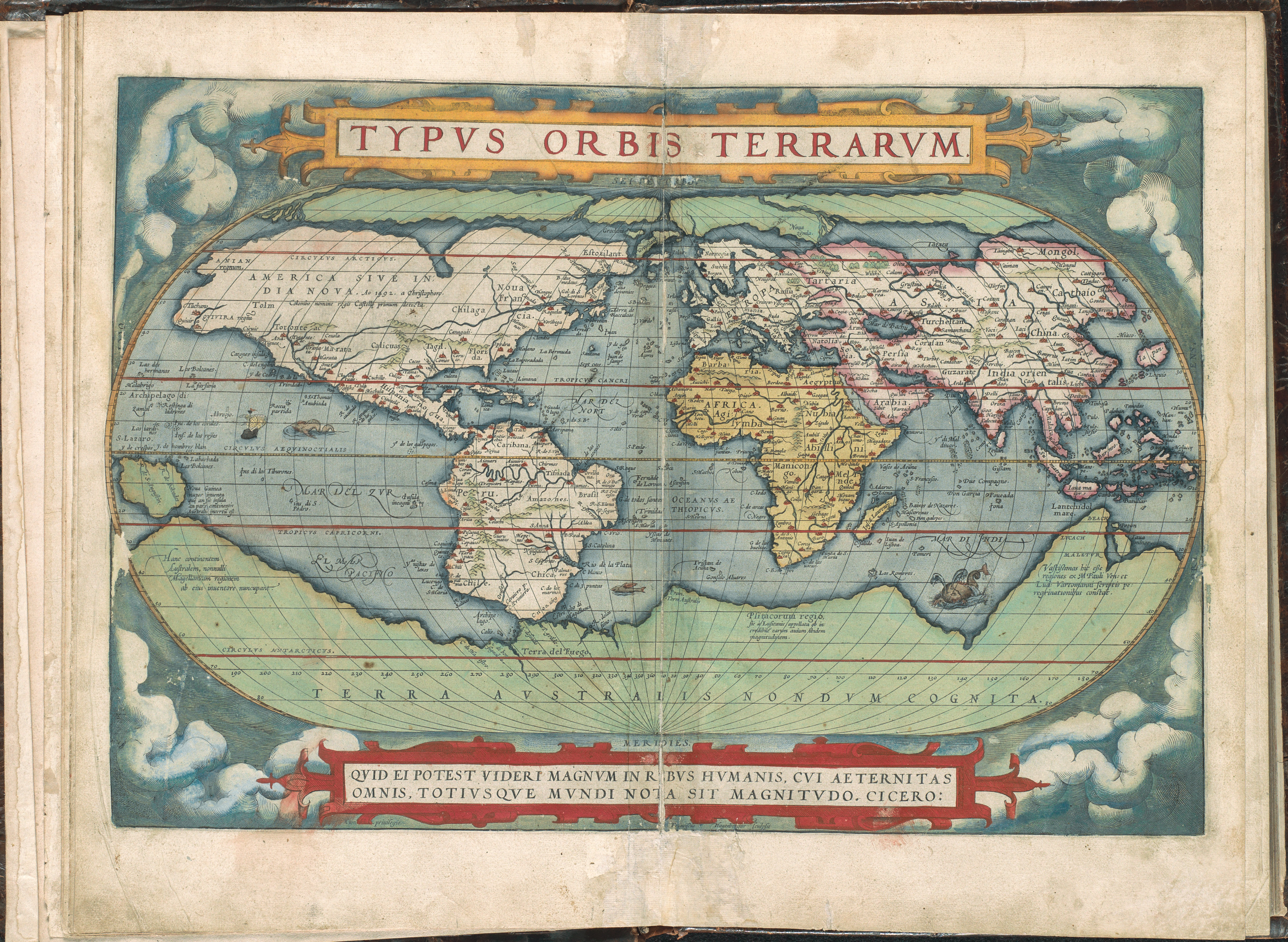
De geheele Weerelt, wereldkaart uit een Nederlandse uitgave van de Theatrum Orbis Terrarum uit 1571
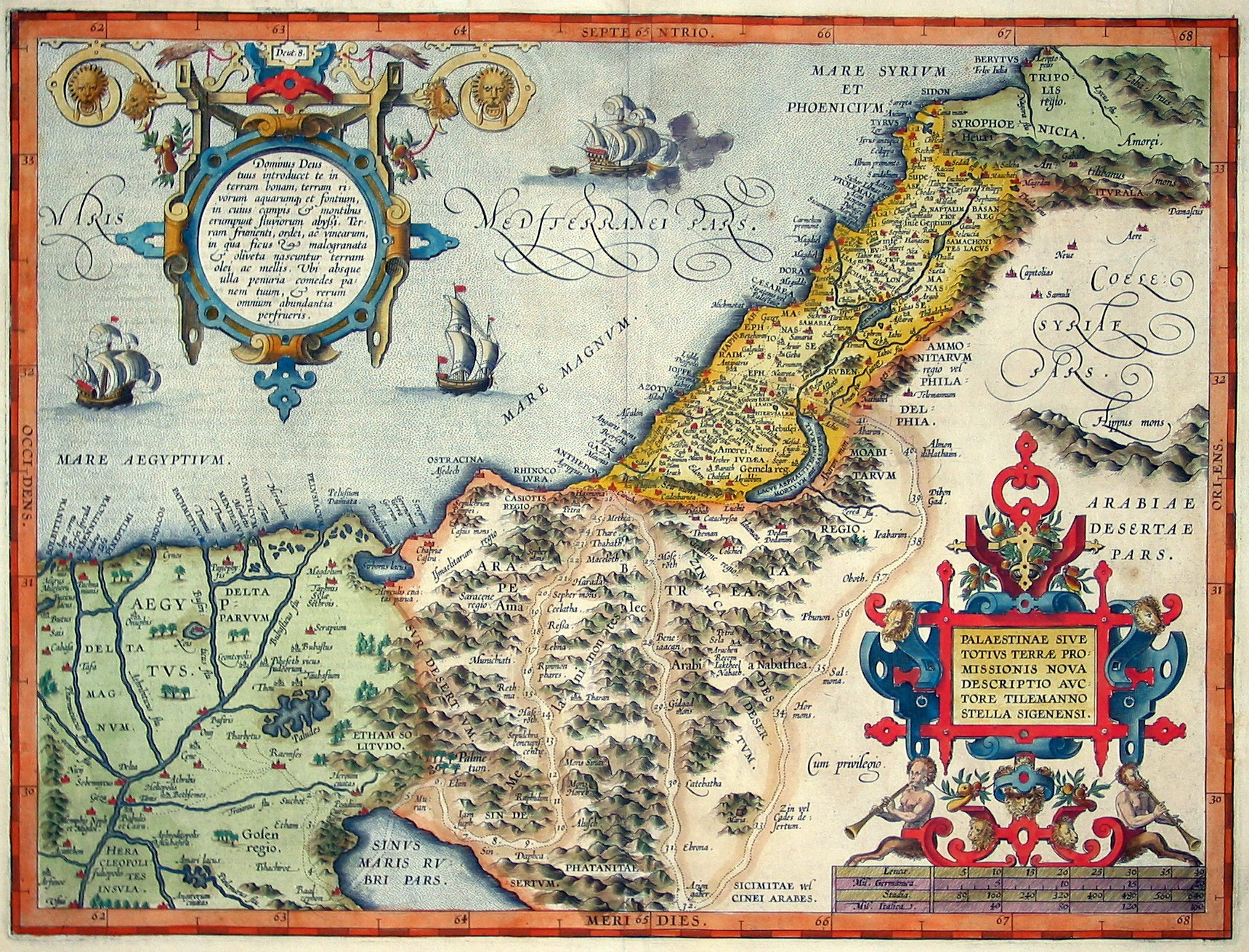
Palestinae 1570
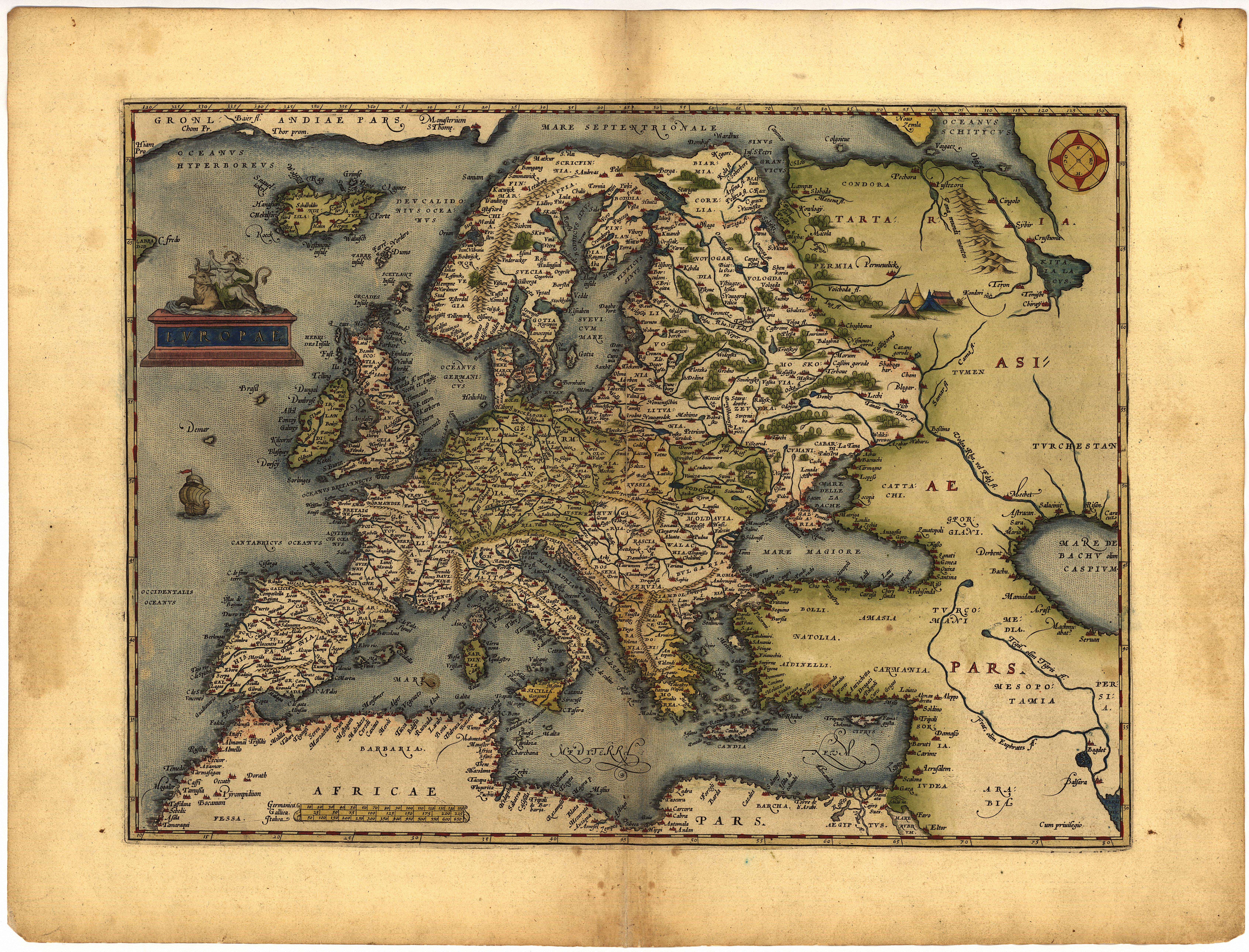
Europae 1572
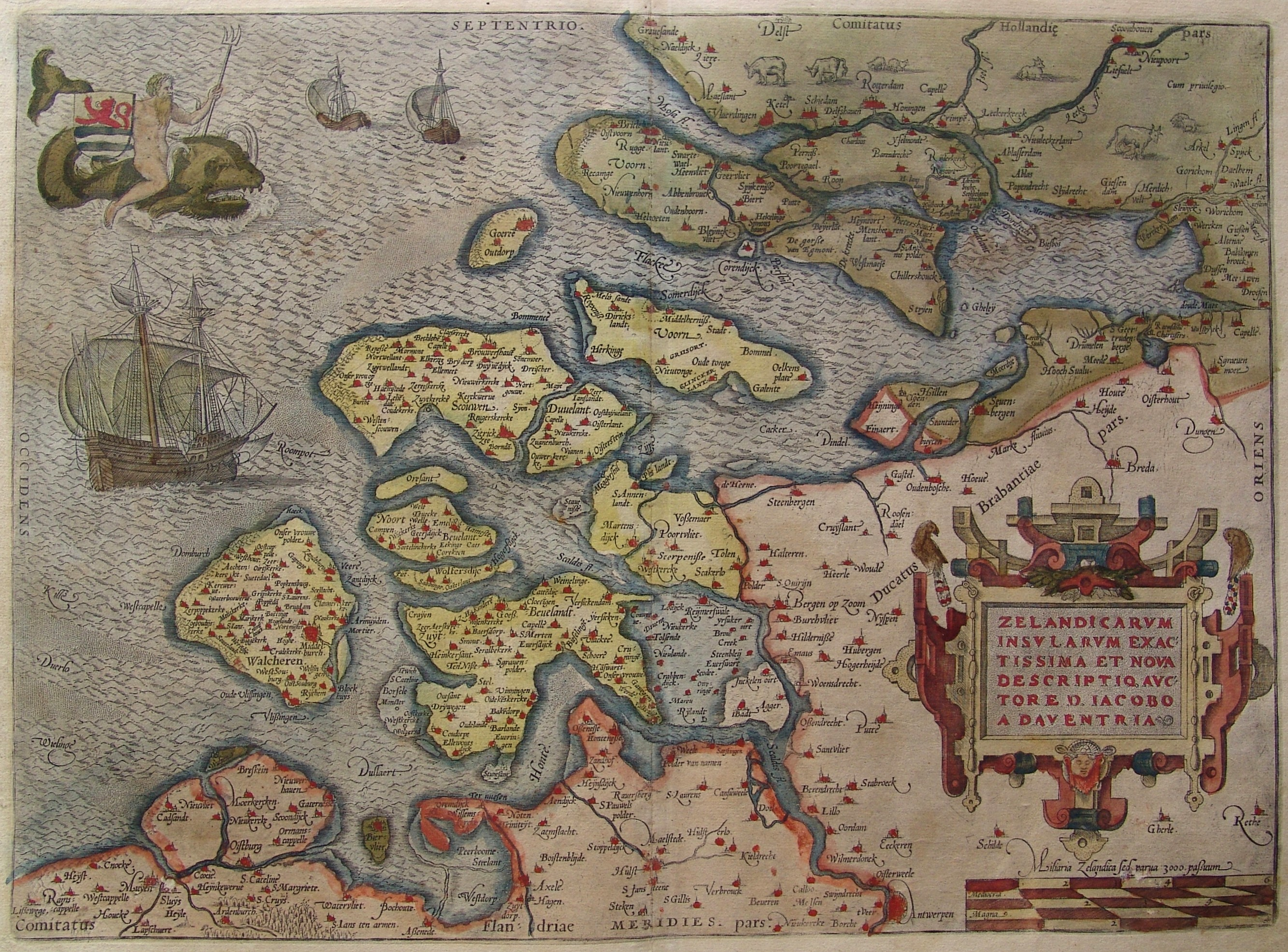
Zelandicarum 1580
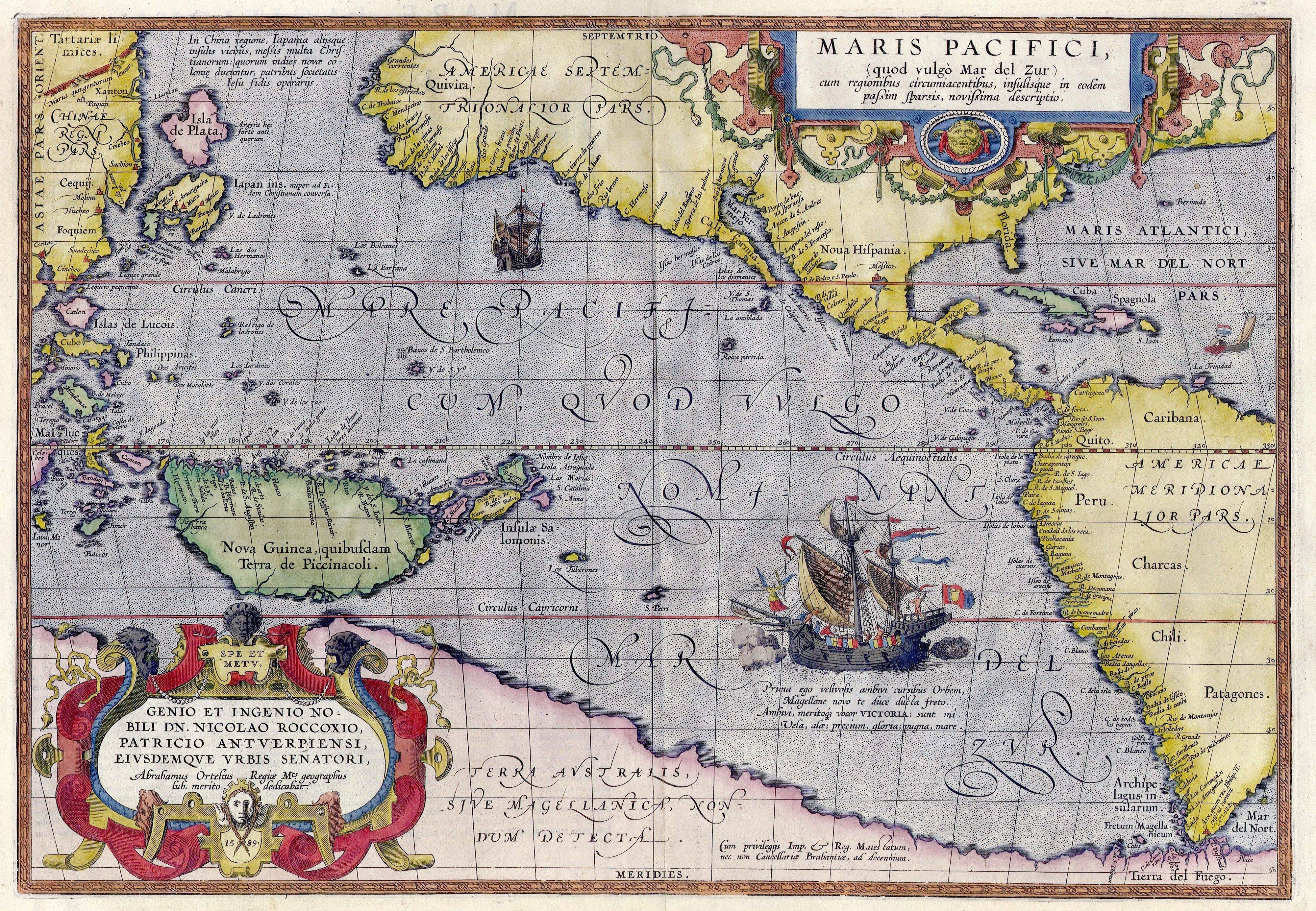
Maris Pacifici 1589
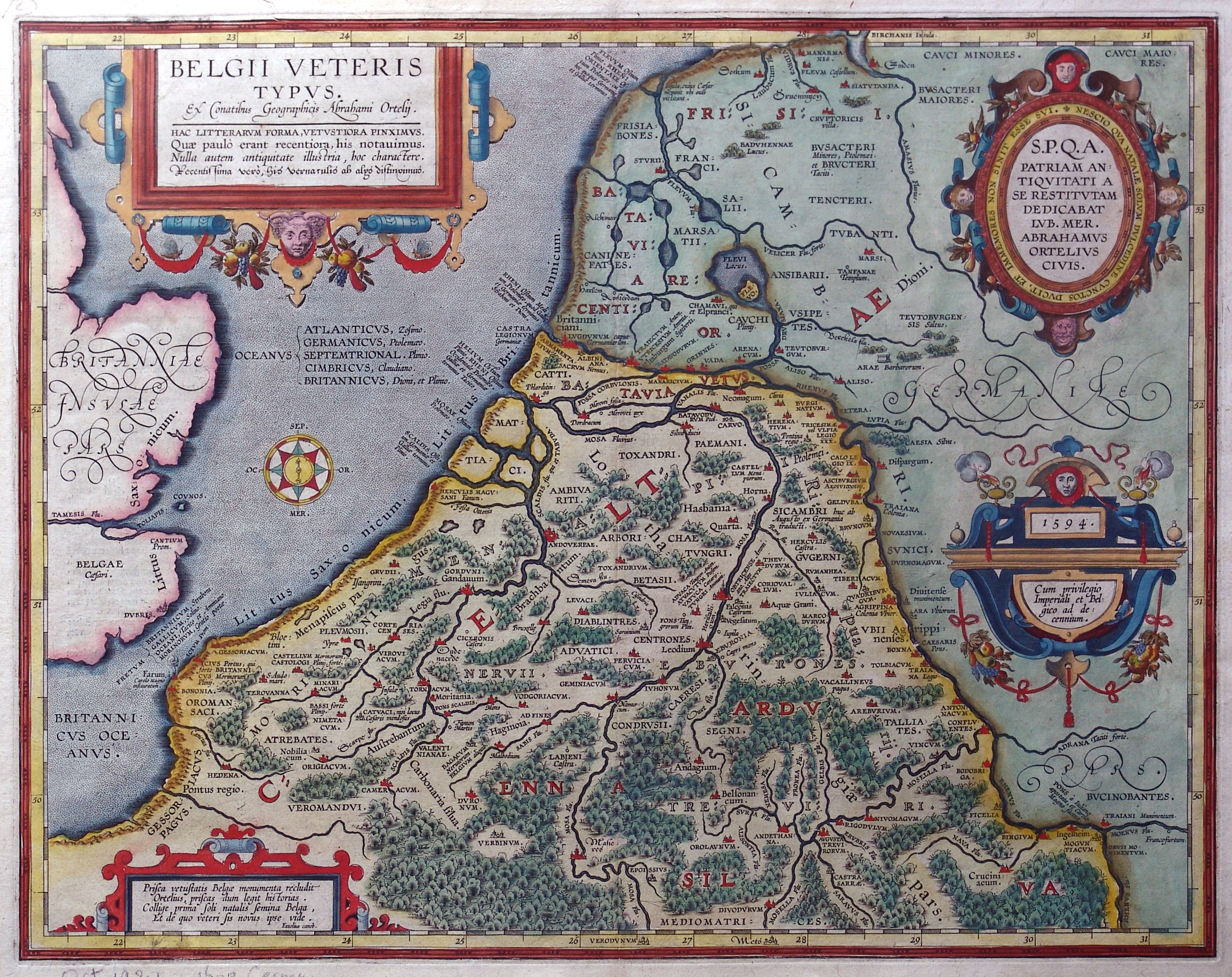
Belgii Veteris 1594
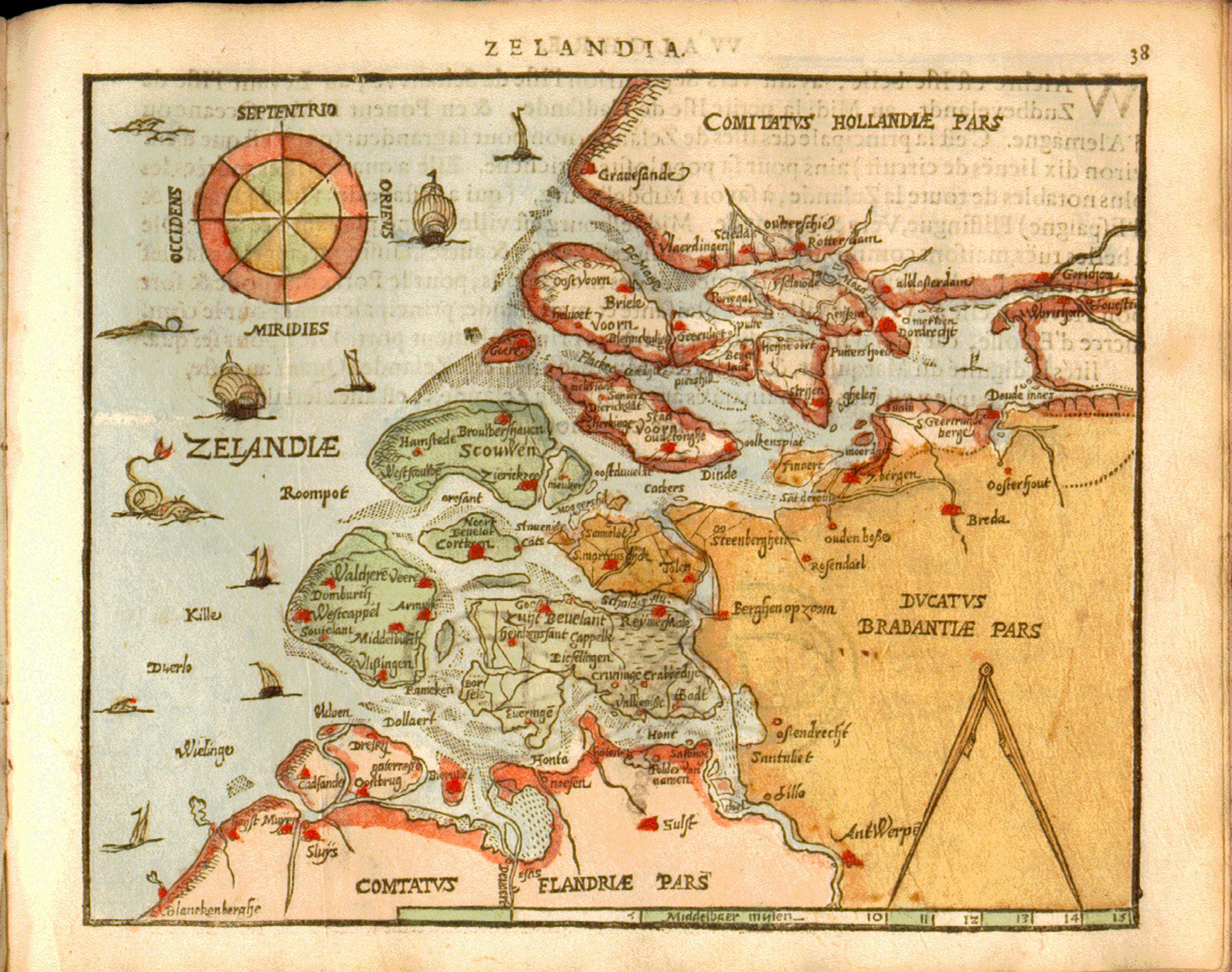
Zelandiæ 1598
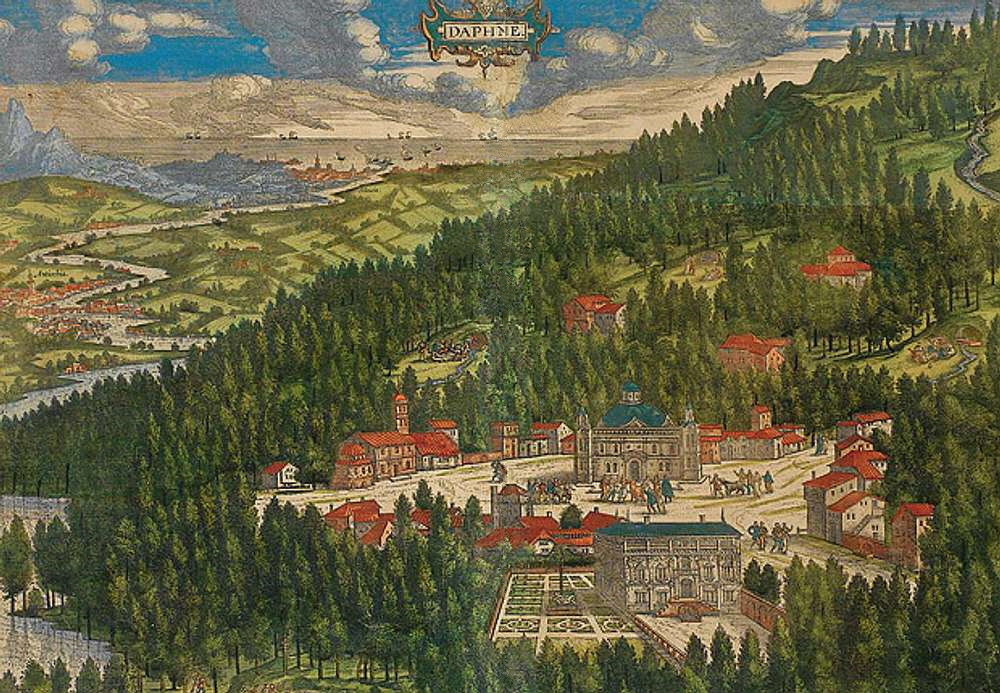
Daphne nabij Antiochië
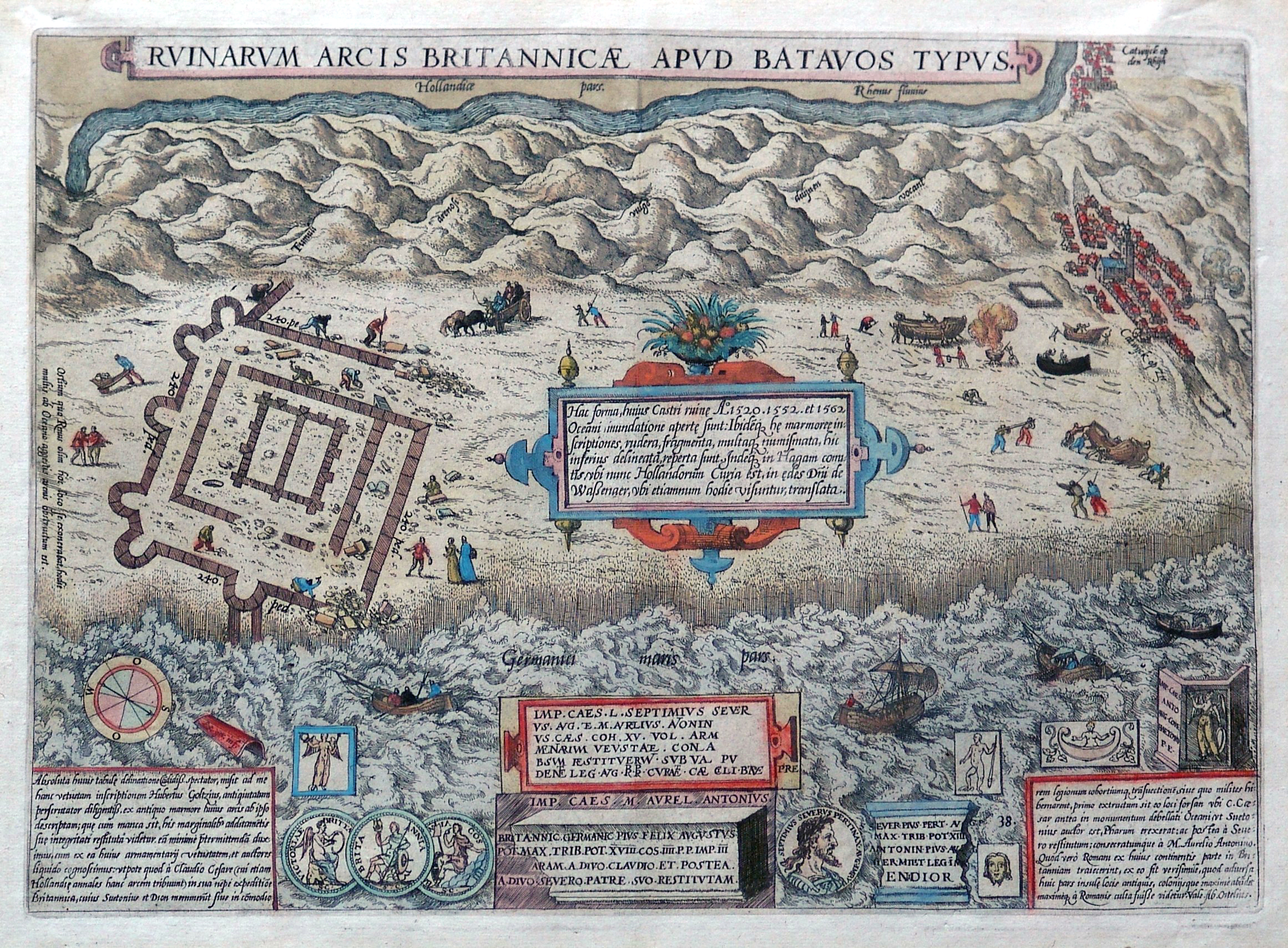
De Brittenburg 1581
Wereldkaart 1587
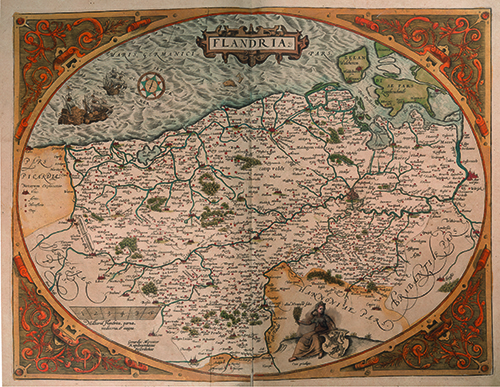
Theatrum orbis terrarum, 1574, uit de collectie van The Phoebus Foundation
- Brief van Ortelius (1597)

## Eerbetoon

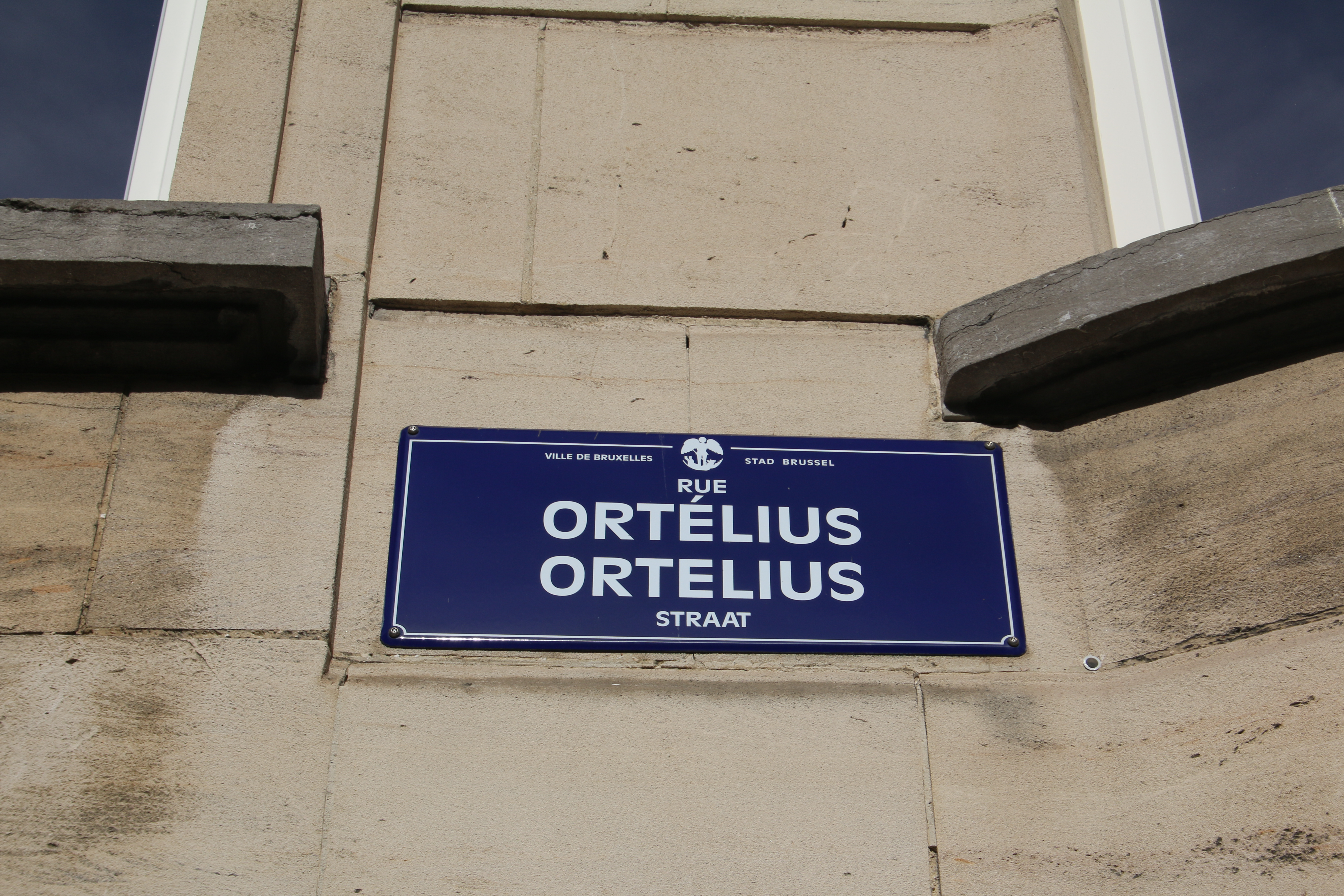

In Amsterdam zijn, nabij het Mercatorplein, de Orteliusstraat, de Orteliuskade en het Orteliuspad naar hem vernoemd. Ook in Oostkamp, Arnhem en Brussel is er een Orteliusstraat en in Antwerpen een Orteliuskaai. Op de Brusselse Kleine Zavel staat een standbeeld van Ortelius van de hand van Jef Lambeaux.